# غاري كارترايت
غاري كارترايت (بالإنجليزية: Gary Cartwright)‏ هو سياسي أسترالي، ولد في 20 فبراير 1952. حزبياً، نشط في حزب العمال الأسترالي. وقد انتخب عضو الجمعية التشريعية للإقليم الشمالي ‏.